# Murray Rothbard
Murray Newton Rothbard, né le 2 mars 1926 à New York et mort le 7 janvier 1995 dans la même ville, est un économiste et un philosophe politique américain, théoricien de l’école autrichienne d'économie (élève de Ludwig von Mises), du libertarianisme et de l’anarcho-capitalisme.
L'ambition de Rothbard était d'élaborer un système théorique complet : c'est ainsi que son œuvre, composée d'une vingtaine d'ouvrages et de nombreux articles, explore à la fois les champs de l'économie, de la philosophie politique et de l'Histoire.
En tant que philosophe politique, Murray Rothbard a développé dans L'Éthique de la Liberté la théorie de l'anarcho-capitalisme fondée sur le droit naturel. En tant que théoricien de l'économie (avec L'Homme, l'Économie et l'État et son appendice Power and Market), il s'est servi de la praxéologie, théorie de l'action humaine de Ludwig von Mises pour exposer le fonctionnement d'un marché sans aucune intervention étatique et élaborer une réfutation des rationalisations courantes de l'intervention étatique. Ses travaux en histoire couvrent l'histoire politique (avec Conceived in Liberty), économique (avec America’s Great Depression) et l'histoire de la pensée économique (avec An Austrian Perspective on the History of Economic Thought).
Ses incursions dans la politique pratique se sont caractérisées par la recherche d'alliés aux franges de la société politique américaine, la « nouvelle gauche » dans les années 1970 (avec For a New Liberty), la droite conservatrice dans les années 1980.
Très influencé par le courant de la Old Right américaine, il a défendu toute sa vie l'isolationnisme en politique étrangère, et fut un critique farouche de l'interventionnisme militaire des États-Unis.
L'influence de Rothbard fut considérable sur le mouvement libertarien en général. Il est un des principaux théoriciens de l'anarcho-capitalisme, et sa conception jusnaturaliste du libertarianisme est largement reprise par les libertariens contemporains. En économie, son magnum opus Man, Economy and State est considéré comme l'ouvrage le plus important de l'école autrichienne avec Human Action de Ludwig von Mises,,. Malgré le nom de celui-ci, Rothbard est la référence théorique principale de l'Institut Ludwig von Mises. Hans-Hermann Hoppe, qui avait repris sa chaire comme professeur d'économie à l'Université de Las Vegas, est son successeur direct et revendiqué.

## Biographie
Rothbard est né le 2 mars 1926 dans une famille juive du Bronx. Son père, David Rothbard, était chimiste et originaire de Pologne. Sa mère Rae était originaire de Russie. Il fut un excellent élève dès son plus jeune âge. Rothbard étudia à l’université Columbia, où il fut d’abord diplômé en mathématiques (en 1945) puis en économie (en 1946). Il devint docteur en philosophie en 1956. Sa thèse, intitulée The Panic of 1819, traite de la première crise économique majeure de l'histoire des États-Unis. Réalisée sous la direction de Joseph Dorfman, historien de l'économie qui a exercé une grande influence sur Rothbard, The Panic of 1819 demeure une œuvre de référence.
C'est en 1949 que Rothbard devint anarchiste. En effet à cette époque il se mit à penser que soutenir l'économie de marché et être partisan d'une police d'État était une position incohérente, car aucun monopole étatique n'est justifiable. Rothbard reprend ici une des idées marquantes de Gustave de Molinari.
Au début des années 1950, il participa aux séminaires de l’économiste de l’école autrichienne Ludwig von Mises à l’université de New York et il fut grandement influencé par la lecture de L'action humaine. Dans les années 1950 il travailla également sur un projet de manuel destiné à expliquer L'Action humaine de façon appropriée pour les étudiants, qui déboucha finalement sur son magnum opus, L'Homme, l'Économie et l'État, publié en 1962, alors que Rothbard avait seulement 36 ans. De 1963 à 1985, il enseigna à l'université polytechnique de New York. De 1985 à sa mort il fut distinguished professor à l’université du Nevada de Las Vegas.
Il a fondé le Center for Libertarian Studies en 1976 et le Journal of Libertarian Studies en 1977. Il a également participé à la création de l'Institut Ludwig von Mises en 1982, dont il fut plus tard le vice-président. En 1987 il a lancé la revue académique Review of Austrian Economics, aujourd'hui nommée Quarterly Journal of Austrian Economics.
Il s’est marié en 1953 à JoAnn Schumacher, dont il disait qu’elle représentait pour lui « une source intarissable d’aide, d’enthousiasme, d’idées et de bonheur ».
Rothbard est mort d'une crise cardiaque le 7 janvier 1995 à Manhattan, à l'âge de 68 ans.

## Pensée

### Philosophe politique

#### Droit naturel
L'approche épistémologique de Rothbard est rationaliste et consiste à tenter d'établir des axiomes à partir desquels il puisse déduire ses positions. Rothbard s'oppose à l'approche empirique adoptée par de nombreux libéraux classiques. En contraste avec son mentor Ludwig von Mises, Rothbard soutenait qu'il était possible d'élaborer un système éthique à partir de déductions logiques. Influencé par Aristote et Thomas d'Aquin, il reprit la théorie du droit naturel, cependant son œuvre se démarque délibérément de ces théoriciens en concevant le droit naturel de façon individualiste.
Il reprend l'approche lockéenne de propriété de soi, à partir de laquelle découle la propriété privée, ainsi que sa théorie du homesteading qui stipule que les ressources naturelles sont la propriété de ceux qui, en mêlant leur travail à celles-ci, les ont transformées et retirées de leur état naturel. Cependant Rothbard n'accepte pas le proviso lockéen, contrairement au philosophe libertarien Robert Nozick, qui a inventé ce terme. Cela signifie que pour Rothbard, chacun a le droit de s'approprier des ressources naturelles de manière légitime, si ces ressources n'étaient possédées par personne auparavant, et si cette appropriation s'est faite sans l'usage de l'agression.

#### Axiome de non-agression
La notion d'agression sous-tend tout le système philosophique de Rothbard. Il définit l'agression comme l'initiation de la violence physique à l’encontre de la personne ou de la propriété d'autrui. Rothbard ayant, à la suite de Locke, défini la propriété privée comme un droit naturel inaliénable, il considère que l'agression est toujours illégitime, qu'elle soit à l'initiative d'un individu ou d'un État. C'est à partir de ce raisonnement que Rothbard énonce le principe de non-agression, sur lequel, selon lui, repose toute la philosophie libertarienne. Il énonce cet axiome comme suit : « aucun individu ni groupe d’individus n’a le droit d’agresser quelqu’un en portant atteinte à sa personne ou à sa propriété ». Selon Rothbard, c'est sur ce principe que doit se fonder toute société juste, car il est garant du respect du Droit naturel de propriété privée.
Cet axiome a pour conséquence l'obligation d'un strict respect des libertés politiques et des libertés économiques, de là découle le libéralisme intransigeant de Rothbard et des libertariens.
Sur le plan politique, Rothbard déduit deux conséquences de cet axiome : d'une part, les libertés civiles (liberté d'expression, de publication, d'association…) doivent être strictement respectées ; d'autre part, chaque individu a le droit de s'engager dans ce que Rothbard nomme des « crimes sans victime », c'est-à-dire des actes généralement considérés comme immoraux et parfois pénalement réprimés, tels que la prostitution, la consommation de drogues, ou la pornographie. En effet ces actes ne portent pas atteinte à la personne ou à la propriété d'autrui, c'est donc la répression de ces actes qui est considérée comme une agression. Rothbard reprend ici une des principales idées de Lysander Spooner, qui distinguait les vices (moralement répréhensibles) des crimes (légalement répréhensibles).
Sur le plan économique, cet axiome conduit Rothbard à se prononcer en faveur d'un système capitaliste de laissez-faire. En effet, puisque chaque individu possède un Droit inaliénable de propriété privée, cela signifie qu'il doit pouvoir se défaire librement de cette propriété, par le don ou l'héritage, mais aussi par l'échange grâce à l'économie de marché. Rothbard considère donc tout interventionnisme étatique dans l'économie comme illégitime, puisqu'il interfère dans la liberté des échanges de biens privés et dans la liberté des contrats.

#### Anarcho-capitalisme
L'anarcho-capitalisme de Rothbard découle de sa philosophie politique, qui soutient que l'existence de l'État viole les droits des individus, et il est conforté par ses travaux en économie, qui tentent de montrer que le laissez-faire est le système économique le plus efficace.
Le principe de non-agression tel qu'énoncé par Rothbard implique que toute intervention étatique, qui repose sur la coercition (comme les prélèvements obligatoires et les règlementations), est illégitime. Cela conduit Rothbard à refuser tout rôle à l'État, et à soutenir que même ses fonctions régaliennes doivent être prises en charge par le marché. Dans L'éthique de la liberté, il tente de décrire ce que serait une société anarcho-capitaliste, fondée sur ce principe. Il décrit une société libre comme une société de propriétaires fonciers, ce dont il tire toutes les conséquences possibles compte tenu de son caractère hypothétique : il y prévoit donc à quelles conditions les non propriétaires seraient admis sur les territoires des propriétaires, et par quels contrats ceux-ci s'arrangeraient pour protéger leurs Droits non seulement contre le vol mais contre l'invasion. Il tente également de résoudre un grand nombre de problèmes pratiques à travers une vision anarcho-capitaliste, comme les droits des enfants, les sanctions à adopter contre les crimes et les délits, la propriété intellectuelle…
Par ailleurs Rothbard refuse l'idée d'un contrat social et suit le sociologue Franz Oppenheimer en affirmant que tout État nait de la violence et de l'oppression.

### Économiste du laissez-faire
En économie, Murray Rothbard a popularisé la pensée de Ludwig von Mises, dans un langage et avec des arguments plus propres à convaincre les économistes contemporains, formés à l'empirisme.
En 1956, dans un essai intitulé "Vers une reconstruction de la théorie de l'utilité et du bien-être", publié dans On Freedom and Free Enterprise : Essays in Honor of Ludwig von Mises, Rothbard rappelait qu'on ne saurait rien dire des préférences en dehors de l'action volontaire, et encore moins contre elle.
Aux abstractions arbitraires de l'économie mathématique en la matière, il y opposait donc ce principe, fondé sur la réalité de la connaissance et de l'action, que les gloses sur l'inconnaissable n'ont pas leur place dans la science, de sorte que tout énoncé sur ce qu'on est certain de ne jamais pouvoir connaître y est définitivement réfuté.
C'est en vertu de ce principe qu'il y rétablissait le "Critère de Pareto" dans son acception première et authentique : le marché libre conduit à l'utilité sociale maximum, et il est contraire à la science d'affirmer qu'aucune intervention de l'état pourrait seulement accroître celle-ci, contre les notions d'"externalités" et autres "services collectifs" — parfois aussi appelés "biens publics", qui falsifient radicalement ce critère en méconnaissant sa raison d'être même, qui est de tirer les conclusions du fait qu'on ne peut pas mesurer les jugements de valeur, ni les observer en dehors de l'action.
En effet, ces notions dépendent d'un rejet du seul critère objectivement observable de l'accroissement d'utilité — l'action volontaire — au nom de représentations prétendues des jugements de valeur par des abstractions théoriques où on ne peut au contraire ni les observer, ni les mesurer, ni les comparer, de sorte que toute indication normative que l'on prétendrait en tirer est nécessairement arbitraire donc anti-scientifique (en fait ces notions sont non seulement arbitraires mais encore contradictoires, comme l'a démontré Georges Lane).
Son souci de réexaminer la cohérence et l'objectivité des concepts devait permettre à Rothbard de dépasser son maître Mises dans la compréhension du monopole. Mises admettait la possibilité d'un "monopole" sur un marché libre ; dans le chapitre 10 de Man, Economy and State, intitulé Monopole et concurrence, Rothbard démontre que le concept est contradictoire — et il l'est depuis ses origines grecques : toute forme d'organisation contractuelle est a priori productive (et conforme à la justice naturelle), tout acte de violence agressive fausse la concurrence (et viole la justice naturelle) et de ce fait mérite qu'on l'appelle "privilège de monopole". Rothbard critique la dichotomie entre concurrence pure et parfaite et concurrence imparfaite. Pour Rothbard, la libre entrée sur le marché demeure le seul et unique critère pour s'assurer que la concurrence est au service des consommateurs.
C'est ainsi que Murray Rothbard établit le caractère productif de tout acte pacifique, et l'impossibilité de prétendre scientifiquement qu'un acte qui viole le consentement d'un propriétaire ajouterait à une quelconque "production totale". Ce qui lui permet de conclure que le laissez-faire capitaliste réalise la production maximum, et que quiconque affirme que l'intervention de l'État pourrait accroître cette production est ipso facto un charlatan.
À l'imitation de L'Action humaine, traité d'économie de Mises, Rothbard entendait mettre en avant un système complet d'économie politique. D'où les deux tomes de la première édition de Man, Economy and State, ensuite complétés par Power and Market — développement des effets destructeurs de l'intervention étatique déjà évoqués à la fin du premier Traité. Rothbard y fait un large usage du raisonnement à l'équilibre, mais avec la compréhension des limites de cette abstraction telle qu'on la trouve chez Mises. Il y développe aussi la théorie autrichienne de la conjoncture, et le caractère nécessaire du revenu d'intérêt.

### Historien de la pensée économique
Dans sa monumentale Histoire de la Pensée Economique, Murray Rothbard s’oppose à la présentation des manuels traditionnels. L’origine de la science économique n’est pas de tradition britannique, dit-il, ce ne sont pas les Adam Smith, David Ricardo ou John Stuart Mill qui sont les inspirateurs de la science économique, mais bien plutôt les œuvres des Scolastiques espagnols et portugais aux XVIe et XVIIe siècles (école de Salamanque), et les penseurs libéraux français des XVIIIe et XIXe siècles : Richard Cantillon, Turgot, Condillac, Jean-Baptiste Say ou Frédéric Bastiat.
En cela, Rothbard poursuivait la remise en ordre entreprise par Schumpeter dans son Histoire de l'analyse économique (1954) mais en partant du point de vue de la théorie économique autrichienne, à laquelle Schumpeter n'appartenait pas bien qu'il eût été élève de Böhm-Bawerk.

### Femmes, minorités et droits civiques
Michael O'Malley, professeur associé d'histoire à l'université George Mason caractérise le « ton général » de Rothbard lorsqu'il évoque le combat pour les droits civiques et le vote des femmes, comme « méprisant et hostile ». Selon O'Malley : « Rothbard s'alarmait de l'idée de liberté pour les Noirs [car] ceux-ci en avaient une mauvaise compréhension ». Rothbard diabolise les militantes pour les droits des femmes, attribuant le développement de l'État-providence à des vieilles filles politiquement actives. Il juge les femmes juives et les lesbiennes responsables du mouvement qui a conduit à l'interdiction du travail des enfants, une évolution répugnante à ses yeux,. O'Malley résume : « le droit de vote des femmes et l'égalité pour les Afro-américains […] bouleversaient l'ordre naturel. »
Rothbard en appelle à l'élimination de « la totalité de la structure des « droits civiques » », au nom de l'idée que celle-ci « piétine le droit de propriété de tous les Américains ». Rothbard exhorte également la police des États fédérés à réprimer « les délinquants de rue » ; il écrit que « il faut lâcher les flics » et « les autoriser à administrer une punition immédiate, avec bien sûr une responsabilité engagée en cas d'erreur ». Il promeut aussi l'idée que la police devrait « nettoyer les rues de tous leurs clochards et vagabonds » ; il lance d'un ton railleur « peu importe ! » quand on l'interroge sur la destination des personnes expulsées de la voie publique.
Rothbard a des opinions tranchées sur de nombreux meneurs du mouvement des droits civiques. Il considère Malcolm X, leader séparatiste noir, comme un « grand leader noir », et juge que l'intégrationniste Martin Luther King a la faveur des blancs parce qu'il « était un frein majeur à la révolution noire naissante ».

### Citations
- L’axiome de non-agression :

« Le Credo libertarien repose sur un axiome central : aucun individu ni groupe d’individus n’a le droit d’agresser quelqu'un en portant atteinte à sa personne ou à sa propriété. On peut appeler cela « axiome de non-agression », « agression » étant défini comme prendre l’initiative d’utiliser la violence physique (ou de menacer de l’utiliser) à l’encontre d’une autre personne ou de sa propriété. »

- Le droit naturel :

« Le concept même de « Droits » est défini négativement, il délimite le domaine d’action d’une personne où nul ne peut s’immiscer. Aucun homme n’a donc le Droit de forcer quelqu’un à accomplir une action positive puisque l’individu ainsi contraint subirait une violation de son Droit sur sa personne et sa propriété. »

— L'Éthique de la Liberté, chapitre 14

## Ouvrages et publications

### Liste exhaustive de ses publications
Liste exhaustive de ses publications : (en) « Murray N. Rothbard (1926-1995) : Chronological Bibliography » [PDF].

### Principaux ouvrages
- (en) Murray N. Rothbard, Man, Economy and State, Mises Institute, 1962 (lire en ligne)
- (en) Murray N. Rothbard, America's Great Depression, Mises Institute, 1963 (lire en ligne)
- (en) Murray N. Rothbard, Power & Market : Government and the Economy, Mises Institute, 1970 (lire en ligne)
- (en) Murray N. Rothbard, Anatomy of the State, Mises Institute, 1974 (lire en ligne)

### Principaux articles scientifiques
- (en) Murray N. Rothbard, « Mises' "Human Action": Comment », American Economic Review,‎ mars 1951 (lire en ligne)
- (en) Murray N. Rothbard, « Praxeology: Reply to Mr. Schuller », American Economic Review,‎ décembre 1951 (lire en ligne)
- (en) Murray N. Rothbard, « In Defense of "Extreme Apriorism" », Southern Economic Journal,‎ janvier 1957 (lire en ligne)
- (en) Murray N. Rothbard, « Huntington on Conservatism: A Comment », American Political Science Review,‎ septembre 1957 (lire en ligne)
- (en) Murray N. Rothbard, « A Note on Burke's Vindication of Natural Society », Journal of the History of Ideas,‎ janvier 1958 (lire en ligne)
- (en) Murray N. Rothbard, « The Politics of Political Economists: Comment », Quarterly Journal of Economics,‎ novembre 1960 (lire en ligne)
- (en) Murray N. Rothbard, « Review: Competition and Entrepreneurship. by Israel Kirzner », Journal of Economic Literature,‎ septembre 1974 (lire en ligne)
- (en) Murray N. Rothbard, « The Foreign Policy of the Old Right », Journal of Libertarian Studies,‎ 1978 (lire en ligne)
- (en) Murray N. Rothbard, « Review: A Theory of Capitalist Regulation: The U.S. Experience by Michel Aglietta », Journal of Economic History,‎ juin 1980 (lire en ligne)
- (en) Murray N. Rothbard, « Review: A Treatise of Social Labor by Lawrence Krader », Journal of Economic History,‎ septembre 1980 (lire en ligne)